# Осоје (Дицмо)
Осоје је насељено место у саставу општине Дицмо, Сплитско-далматинска жупанија, Република Хрватска.

## Историја
До територијалне реорганизације у Хрватској налазило се у саставу старе општине Сињ.

## Становништво
На попису становништва 2011. године, Осоје је имало 388 становника.
| Број становника по пописима | Број становника по пописима | Број становника по пописима | Број становника по пописима | Број становника по пописима | Број становника по пописима | Број становника по пописима | Број становника по пописима | Број становника по пописима | Број становника по пописима | Број становника по пописима | Број становника по пописима | Број становника по пописима | Број становника по пописима | Број становника по пописима | Број становника по пописима |
| --------------------------- | --------------------------- | --------------------------- | --------------------------- | --------------------------- | --------------------------- | --------------------------- | --------------------------- | --------------------------- | --------------------------- | --------------------------- | --------------------------- | --------------------------- | --------------------------- | --------------------------- | --------------------------- |
| 1857                        | 1869                        | 1880                        | 1890                        | 1900                        | 1910                        | 1921                        | 1931                        | 1948                        | 1953                        | 1961                        | 1971                        | 1981                        | 1991                        | 2001                        | 2011                        |
| 261                         | 0                           | 125                         | 64                          | 135                         | 322                         | 0                           | 0                           | 364                         | 374                         | 457                         | 413                         | 400                         | 280                         | 348                         | 388                         |

Напомена: У 1869., 1921. и 1931. подаци су садржани у насељу Крај. До 1910. исказивано као део насеља.

### Попис1991.
На попису становништва 1991. године, насељено место Осоје је имало 280 становника, следећег националног састава:
| Попис 1991.‍  | Попис 1991.‍  | Попис 1991.‍ | Попис 1991.‍ | Попис 1991.‍ |
| ------------ | ------------ | ----------- | ----------- | ----------- |
|              |              |             |             |             |
| Хрвати       | Хрвати       |             | 278         | 99,28%      |
| неопредељени | неопредељени |             | 1           | 0,35%       |
| непознато    | непознато    |             | 1           | 0,35%       |
| укупно: 280  |              |             |             |             |